# Konoveče
Konoveče (nemško Gonowetz) je naselje v Občini Bistrica pri Pliberku v Okraju Velikovec na Koroškem v Avstriji.